# Crucifix peint (Segna di Bonaventura, Pouchkine)
Pour les articles homonymes, voir Crucifix peint (Segna di Bonaventura).
Le Crucifix de Segna di Bonaventura de Moscou  est une croix peinte en  tempera sur bois réalisée par Segna di Bonaventura au Trecento, conservée   au Musée des beaux-arts Pouchkine de Moscou.

## Histoire
Il s'agit d'un des rares crucifix chantournés (n'offrant pas de panneaux latéraux rectangulaires débordants des flancs du Christ). 
Taillé au plus près du profil du corps (aisselles, ventre, genoux) du Christ, celui-ci apparaît dans  une vision plus sculptée donnant l'illusion d'une représentation en relief accentué par la grisaille des couleurs.

## Description
Il s'agit d'une représentation du Christus patiens, le Christ souffrant et résigné de facture byzantine.
Les figures saintes accompagnant le Christ en croix des tabelloni de la potence et de la cimaise ont été détachées.

La signature du peintre apparaît en bas de la croix : HOC O-- PI/NXIT SEGNA/ SENENSIS :